# 耶齐德·伊本·哈特姆
耶齐德·伊本·哈特姆 (阿拉伯语：‎，Yazid ibn Hatim al-Muhallabi )(公元787年3月13日死亡)是阿拔斯王朝地方总督，历任阿塞拜疆、埃及 (762-769)、阿非利加 (771-787)总督。他是穆海莱卜家族一员。

## 生平
亚兹德同未来的哈里发曼苏尔有密切的关系，并在750年的瓦西特围城战时，亚兹德正在曼苏尔的军中效命。 随后，他被任命为伊朗阿塞拜疆总督，他把巴士拉的也门阿拉伯人安置于该省。755年，他带兵参与了镇压在摩苏尔地区的哈瓦利吉派，但是他被击败了。
在762年，哈里发曼苏尔任命他为埃及总督。作为哈里发的亲信，他的任务是保障阿拔斯王朝在埃及的统治，尤其是警惕阿里派的煽动。阿里派的动乱最终导致了麦地那和巴士拉的叛乱（762-763）。但是，亚兹德成功挫败了阿里派在福斯塔特的叛乱计划。
阿非利加总督奥马尔·伊本·哈夫斯死于凯鲁万围城战，阿非利加省落入哈瓦利吉派叛军手中（771年）。哈里发曼苏尔任命亚兹德接管该省，并派遣了一支庞大的军队。亚兹德率军抵达了的黎波里，在772年早期，他先是攻打了伊巴德派，并在一次关键战斗中，杀死了大量叛军以及他们的领袖Abu Hatim Yaqub ibn Labib al-Khariji 。在花费了一个月捕捉余党之后，他继续进军占领了阿非利加省治所凯鲁万，成功的建立了他在该省的统治。
之后，他便长期担任阿非利加总督。和他的前任相比，亚兹德时期和平且稳定；773年哈瓦利吉派起事，781年Warfajuma柏柏尔人在扎卜的暴动都被镇压了。  。 在其执政期间，他组织了凯鲁万的市场，修复了当地清真寺。
787年3月13日，在执政了长达15年3个月后，亚兹德死于凯鲁万，并被埋在城门附近。在他死后，他的儿子达吾德顺利的继承了阿非利加总督。